# Hadayatullah Hübsch

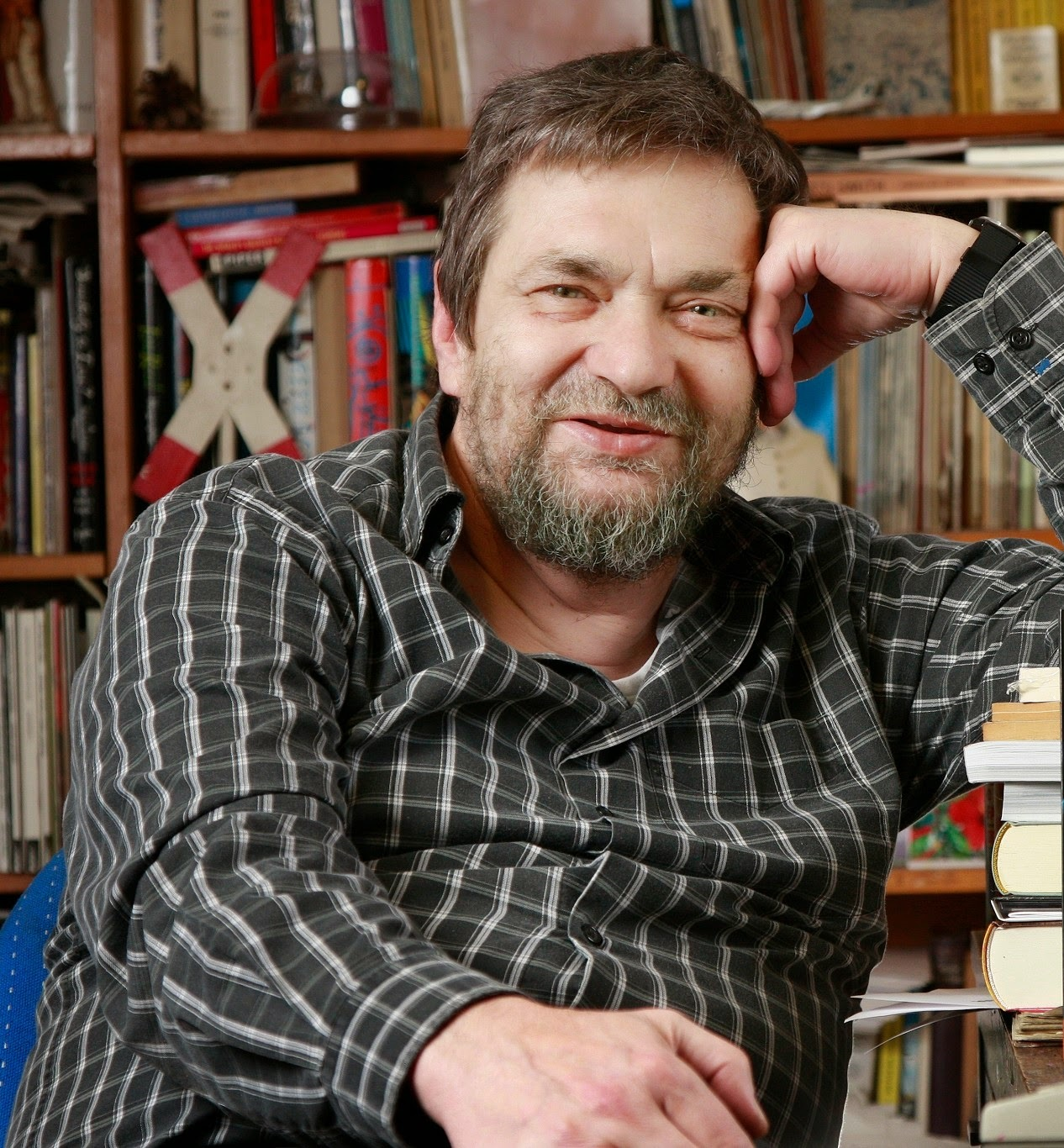
Hadayatullah Hübsch (2009)

Hadayatullah Hübsch (* 8. Januar 1946 in Chemnitz als Paul-Gerhard Hübsch; † 4. Januar 2011 in Frankfurt am Main) war ein deutscher Schriftsteller, Publizist, Aktivist der 68er-Bewegung und langjähriger Pressesprecher der Ahmadiyya Muslim Jamaat in der Bundesrepublik Deutschland e. V. Er war in der Nuur-Moschee in Frankfurt Chatīb (Leiter der Freitagspredigt).

## Leben und Arbeit
Paul-Gerhard Hübsch war Sohn eines AEG-Managers und wuchs nach der Flucht der Familie aus der sowjetischen Besatzungszone in Laubach (Oberhessen) auf, wo er die Paul-Gerhardt-Schule besuchte, aus der später das Laubach-Kolleg hervorging. Nachdem er 1965 Laubach wegen Aufmüpfigkeit und schlechter Leistungen verlassen musste, machte er sein Abitur 1966 am Gymnasium Oberursel und arbeitete nach der Schule nächtelang in der Werkstatt des Autors und Verlegers V.O. Stomps in Stierstadt. Zwischen 1965 und 1967 war er als Mitglied im Hessischen Ausschuss des Ostermarschs politisch aktiv und leitete Ostermarsch-Gruppen sowie Anti-Vietnamkrieg-Demonstrationen. Hübsch verweigerte den Kriegsdienst und war während der Studentenunruhen der APO in der linken Szene aktiv, unter anderem in der Kommune I, und machte in dieser Zeit zahlreiche Drogenerfahrungen, vor allem mit LSD.
1969 trat Paul-Gerhard Hübsch – nach einer spirituellen Erfahrung während einer Reise nach Marokko – in die islamische Reformgemeinde Ahmadiyya Muslim Jamaat ein und hieß fortan Hadayatullah (ھدایۃ ﷲ ‚der von Allah geleitete‘). Als Chatīb wirkte er an der Nuur-Moschee in Frankfurt-Sachsenhausen, in der er die Freitagspredigt auf Deutsch hielt. Hübsch galt als einer der bekanntesten deutschen Konvertiten.
Um 1970 erschienen noch unter dem Namen Paul-Gerhard Hübsch mehrere Gedichtbände bei Luchterhand, im Maro Verlag und in der Verlagsedition Dittmer. Acht Jahre war Hübsch für das Feuilleton der Frankfurter Allgemeinen Zeitung tätig, die auch seine Gedichte veröffentlichte, bis er 1979 nach seiner Konversion zum Ahmadiyya-Islam eine bekannt gewordene Kündigung bekam, in der es zur Begründung heißt, Hübsch sei „eine außergewöhnliche, jeglichen bürgerlichen Rahmen des Abendlands sprengende Erscheinung“. Er war Mitbegründer des linksalternativen Club Voltaire in Frankfurt und eröffnete im Mai 1968 den „Heidi loves you shop“ im Frankfurter Westend, einen Headshop für die Hippie-Szene, der allerdings nach wenigen Monaten von den Behörden wieder geschlossen wurde.
Hübsch veröffentlichte weiterhin in diversen überregionalen Tageszeitungen wie Die Welt, taz, Süddeutsche Zeitung und junge Welt sowie diversen alternativen Literaturzeitschriften wie Ulcus Molle Info, Der Metzger und Die Brücke – Forum für antirassistische Politik und Kultur. Von 1991 bis 1998 war er Vorsitzender des Verbandes deutscher Schriftsteller in Hessen und arbeitete für den Ethikrat des Landes.
Neben Lyrik schrieb Hübsch auch Prosa, Essays, Romane, mehrere Hörspiele und Satiren sowie Sachbücher zum Ahmadiyya-Islam, zur Pop- und Rockmusik und widmete sich der Collage-Kunst, die er ausstellte. Insgesamt veröffentlichte er über 100 Bücher (2002 erschien eine Übersicht seiner bisherigen Bücher: Die ersten Hundert), hauptsächlich Gedichtbände und Sachbücher, davon zahlreiche über den Islam aus Sicht der Ahmadiyya Muslim Jamaat (Der Weg Mohammeds, Prophezeiungen des Islam, Fanatische Krieger im Namen Allahs). Daneben übersetzte er zahlreiche Bücher aus dem Englischen ins Deutsche, darunter Jesus in Indien oder das islamische Standardwerk Muslimische Heilige und Mystiker (Tadhkirat al-Auliya) von Fariduddin Attar. Als Journalist verfasste er Rezensionen, Rundfunkbeiträge, Features und Magazinbeiträge. Er war Ende der 1970er und Anfang der 1980er Jahre als Reporter und Feature-Autor für den Jugendfunk des hr tätig. Hübsch gab die Literaturzeitschriften törn und Holunderground heraus.
Seit 1990 leitete er den von der Ahmadiyya Muslim Jamaat geführten Verlag Der Islam. Als deren langjähriger Pressesprecher setzte Hübsch sich für den interreligiösen Dialog ein und hielt deutschlandweite Vorträge über die Lehren der Ahmadiyya. Zum Tod Hübschs im Januar 2011 sagte der hessische Minister der Justiz, für Integration und Europa Jörg-Uwe Hahn, als „einer der prominentesten deutschen Konvertiten“ und Befürworter eines „liberalen Islam“ habe Hübsch „seinen Beitrag zur Integration geleistet“ und „wie kaum ein anderer eine Brücke zwischen den Welten“ dargestellt.
Seine Lebenserinnerungen erschienen 1991 unter dem Titel Keine Zeit für Trips. 1998 veröffentlichte er eine Zusammenfassung seines Lebens unter dem Titel „Alles war Geheimnis“ in der Anthologie Bye-bye ’68 con Claus Wolfschlag. 
Hübsch wirkte zuletzt auch als Gastautor und Interviewpartner der rechten Jungen Freiheit mit Beiträgen über Islam und Integration. 2006 gab er ein Interview für die dritte Ausgabe des Theorieorgans Hier & Jetzt der Jungen Nationaldemokraten der NPD. Sein Versuch, in neurechten Organen für ein Verständnis gegenüber Migranten und dem Islam zu werben, wurde teilweise heftig kritisiert. Hübsch nahm Stellung zu den Vorwürfen in seinem Text „Von der Liebe zur Wahrheit“, in dem er auf sein jahrzehntelanges politisches und literarisches Engagement gegen Rassismus verwies und erklärte, jede Gelegenheit nutzen zu wollen, um aufzuklären – deswegen gebe er auch der Bild-Zeitung Interviews. Gegenüber der taz erklärte Hübsch in einem Interview, er sei „vor einigen Jahren ,blauäugig in die Geschichte‘ mit der Jungen Freiheit gegangen.“ Als „Islamexperte“ trat er unter anderem bei Maybrit Illner (ZDF) und Friedman (N24) sowie bei diversen Diskussionsrunden in Bürgerkanälen auf. Seine letzte größere Arbeit war das Buch Der muslimische Witz, das postum 2013 im Patmos Verlag erschien.
Hübsch war zweimal verheiratet und Vater von acht Kindern. Die Journalistin Khola Maryam Hübsch ist seine Tochter. Sie lebt nach eigenen Angaben in einer von ihrem Vater arrangierten Ehe.
Hübsch starb am Morgen des 4. Januar 2011. Am ersten Jahrestag seines Todes fand das 1. Poetry Memorial für Hadayatullah Hübsch statt, das vom Verband Deutscher Schriftsteller Hessen organisiert wurde. Hadayatullah Hübsch – in Memory of erschien im Dezember 2020 zur Erinnerung seines zehnten Todestages am 4. Januar 2021 die Fabrikzeitung Nr. 364 in Zürich.

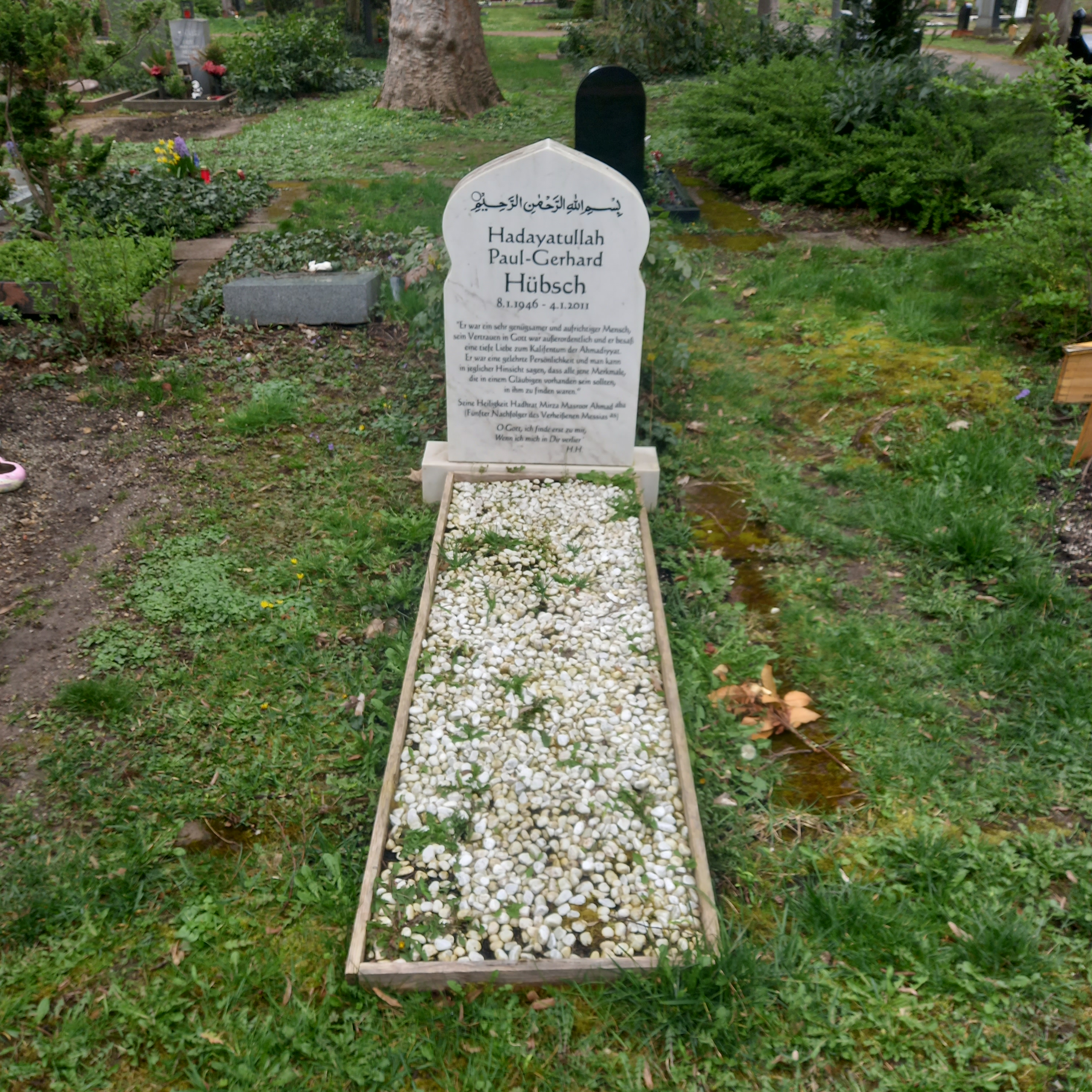
Das Grab von Hadayatullah Hübsch auf dem Südfriedhof (Frankfurt am Main)

## Lyrik
Hübschs literarische Laufbahn begann mit einer Veröffentlichung in der von Peter Rühmkorf herausgegebenen, viel beachteten Sammlung Primanerlyrik – Primanerprosa. 1969 veröffentlichte Hübsch seinen ersten Gedichtband Mach was du willst bei Luchterhand. Der ebenfalls bei Luchterhand veröffentlichte spätere Literaturnobelpreisträger Günter Grass prophezeite Hübsch daraufhin eine große Karriere als Lyriker; Hübsch bevorzugte es jedoch, Undergroundpoet jenseits der „Hauptstraßen“ zu bleiben.
Hübschs Lyrik war inspiriert von experimenteller Literatur, dem Dadaismus und expressionistischer Lyrik. Später haben ihn die Beatliteraten geprägt, vor allem Allen Ginsberg, William S. Burroughs und Jack Kerouac. Nach seiner Konversion zum Islam war seine Lyrik zusätzlich von der mystischen Poesie Persiens, von Hafis, Rumi und Saadi beeinflusst.
Hübsch war ein „Spoken-Word-Dichter“, der die literarische Strömung des deutschen Poetry Slam mitbegründete und Namensvater des ersten Social-Beat Festivals in Berlin war. Er gilt als „Urgestein“ und „Legende“ der Social-Beat-Szene und der „Lyrik Performance“. Er war deutschlandweit unterwegs auf Lesetouren und förderte junge Nachwuchsliteraten. 1996 wurde er zum „Deutschen Literatur-Meister“ beim internationalen Poetry Slam gewählt. Er wurde mit Literaturpreisen ausgezeichnet, zuletzt dem 12. Nahbellpreis.
Unter dem englischen Kürzel „P. G.“, einer Abkürzung seines christlichen Namens, den er in Anlehnung an den deutschsprachigen Kirchenlieddichter Paul Gerhardt erhalten hatte, war er in den 1960er- und 1970er-Jahren in der Beat-Poet- und der Hippie-Szene bekannt. Später verfasste Hübsch muslimische Lieder und Gedichte, die bisher in drei Sammelbänden erschienen sind. Er zählt zum Kreis deutschsprachiger Dichter für muslimisch-religiöse Lyrik in Deutschland.

## Werke

### Bücher (Auswahl)
- Mach, was du willst. Luchterhand, Neuwied/Berlin 1969.
- Ausgeflippt. Luchterhand, Neuwied/Berlin 1971.
- Abgedichtetes. 40 Texte zu Zeitungsmeldungen. Winddruck + Dittmer, Wetzlar 1979, ISBN 3-922256-04-X.
- Alternative Öffentlichkeit. S. Fischer, Frankfurt am Main 1980, ISBN 3-596-24042-5.
- liebe gedichte. Eremiten-Presse, Düsseldorf 1983, ISBN 3-87365-190-4.
- Ich habe meine Blumen verloren. Ein Poem. Eremiten-Presse, Düsseldorf 1987. ISBN 3-87365-233-1.
- Innenhaut. Fünfzehn Gedichte. Verlag Michael Kellner, Hamburg 1988, ISBN 3-922035-40-X.
- Dem Freund. Rainer Verlag, Berlin 1988.
- Der Weg Mohammeds. Islam – Religion der Zukunft? Rowohlt, Reinbek bei Hamburg 1989, ISBN 978-3-499-18475-8.
- Keine Zeit für Trips. Autobiographischer Bericht. Koren & Debes / Verlag Der Islam, Frankfurt am Main 1991, ISBN 3-910078-01-X.
- Jazz hat keine Worte. Über Jazz und Lyrik. Altaquito Verlag Göttingen 1991, ISBN 978-3-923588-26-8.
- Da schau in mein Gehirn. Gedichte & Collagen. Verlag Jörg Eisenstecken, Bickenbach 1991, ISBN 3-925179-03-8.
- Stop Mond 18. Pendragon, Bielefeld 1992, ISBN 978-3-923306-56-5.
- Tötet für den Frieden. Verlag Peter Engstler, Ostheim/Rhön 1992, ISBN 3-9802826-0-0.
- Umgeben von sanften Zellen. Nosmas Verlag, Hanau 1992.
- Ein Ort des Friedens. Verlag Der Islam, Frankfurt 1992, ISBN 978-3-921458-77-8.
- Muslima. Zur Position der Frauen im Islam. Verlag Der Islam, Frankfurt/Main 1992, ISBN 978-3-921458-78-5.
- Meininger Haikus. Künstlerbuch. uräus-Handpresse, Halle an der Saale 1993.
- Prophezeiungen des Islam. Droemer Knaur, München 1993, ISBN 978-3-426-86022-9.
- P·E·N·G. Langer Brief eines 68ers an seine Tochter. Betzel, Nienburg 1993, ISBN 978-3-929017-16-8.
- Zur Stadt der glücklichen Tränen (Herausgeber). Verlag Der Islam, Frankfurt/Main 1994, ISBN 978-3-921458-93-8.
- Dichter Nebel Deutschland. Gedichte. Landpresse, Weilerswist 1995, ISBN 3-930137-37-2.
- Die Kosmologie des Islam. Verlag Clemens Zerling, Berlin 1995, ISBN 978-3-88468-061-2.
- Islam – 99. Fragen und Antworten zum Islam. Betzel Verlag, Nienburg 1995, ISBN 3-929017-23-7.
- Mein Weg zum Islam. Verlag Der Islam, Frankfurt am Main 1996.
- Regenmund. Verlag Der Islam, Frankfurt am Main 1996, ISBN 978-3-932244-03-2.
- Frauen im Islam. 55 Fragen und Antworten. Betzel, Nienburg 1997, ISBN 978-3-929017-77-9.
- Macht den Weg frei. Gedichte. Horlemann Verlag, Bad Honnef 1998, ISBN 3-89502-076-1.
- Islam 99. Fragen und Antworten zum Islam. Betzel, Nienburg 1998, ISBN 978-3-929017-23-6.
- Sternenmund. Verlag Der Islam, Frankfurt am Main 1998, ISBN 978-3-932244-00-1.
- Alles war Geheimnis. Vom LSD zum Islam. In: Claus-M. Wolfschlag (Hrsg.): Bye-bye ’68. Renegaten der Linke, APO-Abweichler und allerlei Querdenker berichten. Graz / Stuttgart 1998.
- Terror und Paradies. Gedichte zum Krieg. Edition Minotaurus in der Galerie Vevais, Verlag Alexander Scholz, Vevais 2001, ISBN 3-936165-15-7
- little mags. Unabhängige Literaturzeitschriften. Autorenhaus Verlag, Berlin 2001, ISBN 978-3-932909-80-1.
- Han Yong-un: Das Schweigen des Geliebten. (Literarische Bearbeitung). Horlemann, Bad Honnef 2001, ISBN 3-89502-135-0.
- Fanatische Krieger im Namen Allahs. Die Wurzeln des islamistischen Terrors. Hugendubel / Diederichs, München 2001, ISBN 978-3-7205-2296-0.
- SMS an den Underground. Verlag Andreas Reiffer, Braunschweig 2001.
- MONOLITH. Stadtlichter Presse, Berlin 2002, ISBN 3-936271-12-7.
- Muslimische Heilige und Mystiker (Übersetzer). Hugendubel/Diederichs, München 2002, ISBN 978-3-7205-2342-4.
- Macht den Weg frei. Gedichte. Horlemann, Bad Honnef 2002, ISBN 978-3-89502-076-6.
- Tickets. Gedichte. Horlemann, Bad Honnef 2002, ISBN 3-89502-147-4.
- Paradies und Hölle. Jenseitsvorstellungen im Islam. Patmos, Ostfildern 2003, ISBN 978-3-491-72471-6.
- Die ersten Hundert. Bücher von Hadayatullah Hübsch aus über 30 Jahren Subkultur in Deutschland. Ariel, Riedstadt 2003, ISBN 978-3-930148-24-0.
- Vorkriegsgedichte, mit einer Zeichnung von Frank Wildenhahn. Corvinus Presse, Berlin 2003, ISBN 978-3-910172-84-5.
- EUROBEAT. Gedichte. edition roadhouse, Hannover 2004.
- Mein erstes Buch der Tiere: Islam für Kinder (zusammen mit Fareed Ahmad). Verlag Der Islam, Frankfurt am Main 2007, ISBN 978-3-932244-26-1.
- Asphalt Derwisch (mit Axel Monte). Heinz Wohlers Verlag, 2007.
- Peace Train: Von Cat Stevens zu Yusuf Islam. Palmyra, Heidelberg 2009, ISBN 978-3-930378-76-0.
- Marock’n'Roll. Beat-Gedichte. gONZoverlag, Mainz 2010, ISBN 978-3-9812237-5-0.
- Monolith. Pop-Gedichte. Edition Schwarzdruck, Berlin 2010, ISBN 978-3-935194-34-1.
- Round & Round & Round – ein Gedichtzyklus (mit Florian Vetsch). Songdog, Wien 2011, ISBN 978-3-9502890-8-4.
- Der Muslimische Witz. Patmos, Ostfildern 2013, ISBN 978-3-8436-0001-9.
- Eis bricht leis – 6 Gedichte (mit Florian Vetsch). Gonzo Verlag, Mainz 2013, ISBN 978-3-944564-05-0.

### Aufsätze
- Was will der Islam?; „Der Islam“, September 1998
- Islam-Unterricht an Schulen?; „Weißes Minarett“, Mai/Juli 1999
- Die Gewaltfrage im Islam; „Weißes Minarett“, 2003
- Eine Entgegnung auf Frau Dr. Schröters Schrift „Ahmadiyya-Bewegung des Islam“; in überarbeiteter Form: Presseerklärung der AMJ „Bürgerinitiativen & Moscheebau“ von 2008 (online (Memento vom 7. September 2008 im Internet Archive), archivierte Webseite)
- Über den Umgang mit Frauen in der Ehe. Angeblich frauenfeindliche Verse aus dem Heiligen Qur-ân erklärt
- Bibeltexte aus islamischer Sicht bei Kirchenbote Zürich:[28] „Ein Geschöpf ist nie Gott“ (1/2007), „Gott liebt Friedensstifter“ (2/2007), „Reue ist gefragt“ (3/2007), „Jesus, auch für Muslime ein Vorbild“ (4/2007), „Muslime finden Muhammad in der Bibel“ (5/2007), „Wo die Seele geheilt wird“ (6/2007)

### Hörspiel/Hörbuch
- Konferenz der Vögel; Hörspiel nach einem Versepos von Farid-ad-din Attar, Cassette. Cotta’s Hörbühne, Verlag Ernst Klett, Stuttgart 1995, ISBN 978-3-12-761320-9.
- Terror und Paradies. Gedichte zum Krieg, Audio-CD. edition Galerie Vevais, 2002, ISBN 978-3-936165-23-4.
- Ausgeflippt, Saarländischer Rundfunk, Erstsendung 1972
- Lächelnd wie ein Haupt voll Wunden, Saarländischer Rundfunk, Erstsendung 14. April 1973
- Stirb, bevor Du stirbst, Saarländischer Rundfunk, Erstsendung 30. November 1975
- Der Tag, als Elvis Presley lebenslänglich werden sollte, Hessischer Rundfunk, Erstsendung 16. Januar 1976
- Stadtplan, Bayerischer Rundfunk, Erstsendung 4. Juli 1977
- Konferenz der Vögel, Südwestfunk, Erstsendung 23. Dezember 1979
- Was wahr war und was wirr war, Sender Freies Berlin, Erstsendung 20. Mai 1980
- Unterwegs zu sich selbst – Die Reise nach innen, Hessischer Rundfunk, Erstsendung 14. Dezember 1980